# Anita Hill
Anita Faye Hill (Lone Tree, Oklahoma; 30 de juliol de 1956) és una professora de la Universitat de Brandeis (Waltham, Massachusetts), advocada i activista coneguda perquè en 1991 va acusar al candidat a la Cort Suprema dels Estats Units, Clarence Thomas, d'haver-la assetjat sexualment mentre era el seu supervisor en la EEOC (Equal Employement Opportunity Commission) en la dècada dels 80. La utilització durant el judici del concepte "assetjament sexual" va significar el donar a conèixer i popularitzar un terme que des de mitjan 70 va sorgir en els cercles del moviment feminista radical.

## Infància i joventut
Hill va rebre el seu títol d'advocada a la Universitat Yale. Va ensenyar dret a la Universitat d'Oklahoma després de passar una temporada en la EEOC.

## Judici contra Clarence Thomas
El president per aquell temps dels Estats Units, George H. W. Bush, va proposar el jutge Clarence Thomas com a nominat a la Cort Suprema el 1991. Aquesta nominació va portar diverses crítiques a causa que Hill va acusar aquest mateix any a Thomas d'assetjament sexual. En les audiències de confirmació al Senat de Thomas, Hill va declarar que Thomas li havia fet acostaments d'índole sexual no desitjats mentre ell era el seu supervisor de la EEOC, en la dècada de 1980.

### Conseqüències
En aquest moment, l'activista afroamericana es va veure exposada a tota classe de crítiques. No obstant això, un any després, el 1992, es va produir un augment del nombre de nord-americans que creien en el seu testimoniatge. Això va servir per portar el tema de l'assetjament sexual a l'atenció pública, provocant una metamorfosi en les relacions entre homes i dones en l'àmbit laboral. Si bé no va aconseguir frenar la confirmació de Thomas com a membre del màxim tribunal de justícia dels Estats Units, el cas d'Anita Hill va servir per destapar altres escàndols d'abusos sexuals com el que va concloure amb la destitució del secretari de la Marina dels Estats Units al juliol de 1992 després d'investigar-se que algunes dones militars de l'Armada havien estat humiliades pels seus companys durant una Convenció a Las Vegas.
Gràcies a la seva declaració, el nombre de denúncies anuals per agressions sexuals va ascendir de 6.883 el 1991 a 7.400 en 1992.[cita 

## Anys posteriors
En 2010, la segona esposa de Thomas, Virginia Thomas, li va reclamar una disculpa a Hill amb la intenció de netejar el nom del seu marit. No obstant això, Hill va mantenir la postura que havia tingut 20 anys enrere, responent-li: «No tinc cap intenció de demanar disculpes perquè vaig declarar la veritat completa sobre la meva experiència i em mantinc en el meu testimoniatge».

## En la cultura popular
En 1999, Ernest Dickerson va dirigir Strange Justice, una pel·lícula basada en la controvèrsia entre Hill i Clarence Thomas. El seu cas també va inspirar l'episodi de Law & Order de 1994 «Virtue», sobre una jove advocada que se sentí pressionada per mantenir relacions amb el supervisor del seu bufet d'advocats. Hill va ser el tema de la pel·lícula documental Anita 2013 de la directora Freida Lee Mock, que narra la seva experiència durant l'escàndol de Clarence Thomas. Hill va ser interpretada per l'actriu Kerry Washington a la pel·lícula Confirmation, de HBO, de 2016. Hill és esmentada en la cançó de 1992 de Sonic Youth «Youth Against Fascism».

## Obra publicada
Hill va publicar en 1997 la seva autobiografia, Speaking Truth to Power, en la qual parlava de la seva participació en l'audiència davant el jutjat contra Thomas. Posteriorment, va reprendre la seva carrera docent a la Universitat de Brandeis.

## Premis i reconeixements
En 2005 Hill va ser seleccionada com a membre de la Fletcher Fundation. El 2008 va ser premiada amb el Louis P. and Evelyn Smith Amendment Award pel Ford Hall Forum. Ella també és membre de la Junta Directiva del Southern Vermont College en Bennington, Vermont. La seva declaració d'obertura davant el Comitè Judicial del Senat en 1991 apareix en el lloc #69 en el American Rhetoric’s Top 100 Speeches del segle xx. Va ser inclosa en el saló de la fama de dones d'Oklahoma en 1993.